# Puccinia punctoidea
Puccinia punctoidea ist eine Ständerpilzart aus der Ordnung der Rostpilze (Pucciniales). Der Pilz ist ein Endoparasit des Korbblütlers Viguiera pringlei. Symptome des Befalls durch die Art sind Rostflecken und Pusteln auf den Blattoberflächen der Wirtspflanzen. Sie ist ein Endemit Mexikos.

## Merkmale

### Makroskopische Merkmale
Puccinia punctoidea ist mit bloßem Auge nur anhand der auf der Oberfläche des Wirtes hervortretenden Sporenlager zu erkennen. Sie wachsen in Nestern, die als gelbliche bis braune Flecken und Pusteln auf den Blattoberflächen erscheinen.

### Mikroskopische Merkmale
Das Myzel von Puccinia punctoidea wächst wie bei allen Puccinia-Arten interzellulär und bildet Saugfäden, die in das Speichergewebe des Wirtes wachsen. Ihre Spermogonien und Aecien sind unbekannt, gleiches gilt für die Uredien des Pilzes. Ihre goldgelben Uredosporen sind 24–29 × 24–29 µm groß, zumeist kugelig und stachelwarzig. Die beidseitig wachsenden Telien der Art sind dunkel schokoladenbraun, pulverig und unbedeckt. Die klar kastanienbraunen Teliosporen sind zweizellig, in der Regel lang eiförmig und 33–43 × 21–27 µm groß. Ihre Stiele sind farblos und bis zu 75 µm lang.

## Verbreitung
Das bekannte Verbreitungsgebiet von Puccinia punctoidea umfasst lediglich Mexiko.

## Ökologie
Die Wirtspflanze von Puccinia punctoidea ist Viguiera pringlei. Der Pilz ernährt sich von den im Speichergewebe der Pflanzen vorhandenen Nährstoffen, seine Sporenlager brechen später durch die Blattoberfläche und setzen Sporen frei. Die Art durchläuft einen Entwicklungszyklus, von dem bislang nur Telien und Uredien sowie deren Wirt bekannt sind; Spermogonien und Aecien konnten ihr nicht zugewiesen werden.